# APS 95
APS 95 — хорватский автомат, разработанный на основе израильского автомата Galil.

## История
APS 95 был разработан для замены оставшихся после распада СФРЮ на вооружении Хорватии автоматов Zastava M70. Решение о создании оружия на основе Galil (в свою очередь созданного на основе автомата Калашникова), было принято после положительного опыта эксплуатации его южноафриканского клона (Vektor R4) в ходе войны в Хорватии.
APS 95 был разработан в 1993 году, а спустя два года был принят на частичное вооружение хорватской армии, но недостаток финансирования помешал полному перевооружению.
В дальнейшем, автомат успешно эксплуатировался в ходе военных конфликтах на территории бывшей Югославии и предлагался на экспорт.

## Описание
Внутреннее устройство APS 95 было оставлено без изменений относительно Galil, а отличия заключаются в форме цевья, пистолетной рукоятки и прицельных приспособлений. Автоматика основана на отводе пороховых газов из канала ствола, запирание осуществляется поворотом затвора на 2 боевых упора. Наличие газового крана в газоотводном тракте позволяет метать винтовочные гранаты. Магазины — пластиковые секторные на 35 патронов, вместо них могут использоваться магазины для Galil. Предохранитель-переводчик режимов стрельбы расположен по обеим сторонам фрезерованной ствольной коробки. Скелетный приклад складывается вправо. Прицельные приспособления двойные: оптический 1,5Х и открытый прицелы.